# Historia de la jardinería

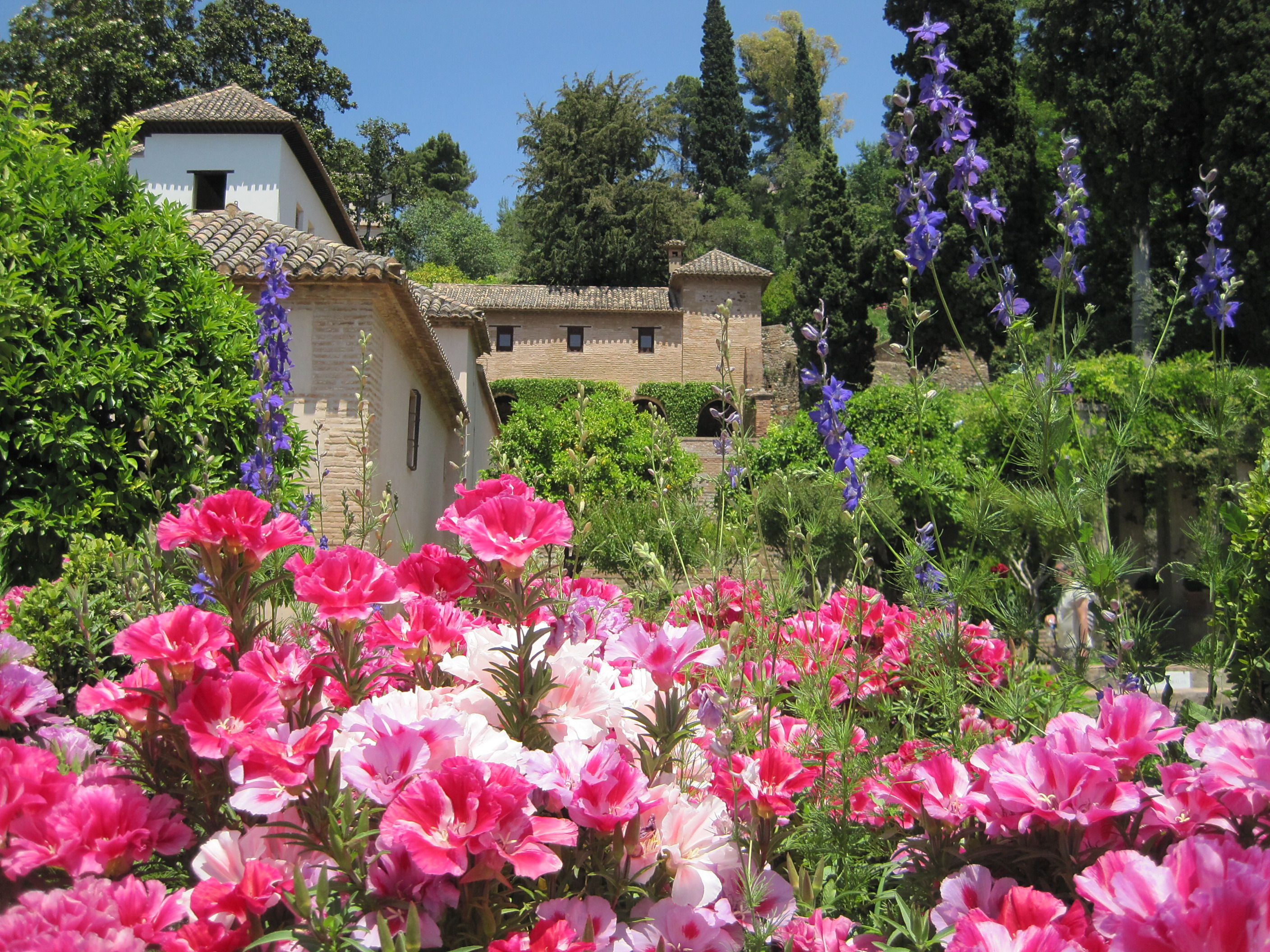
Rincón en los jardines del Generalife, Granada

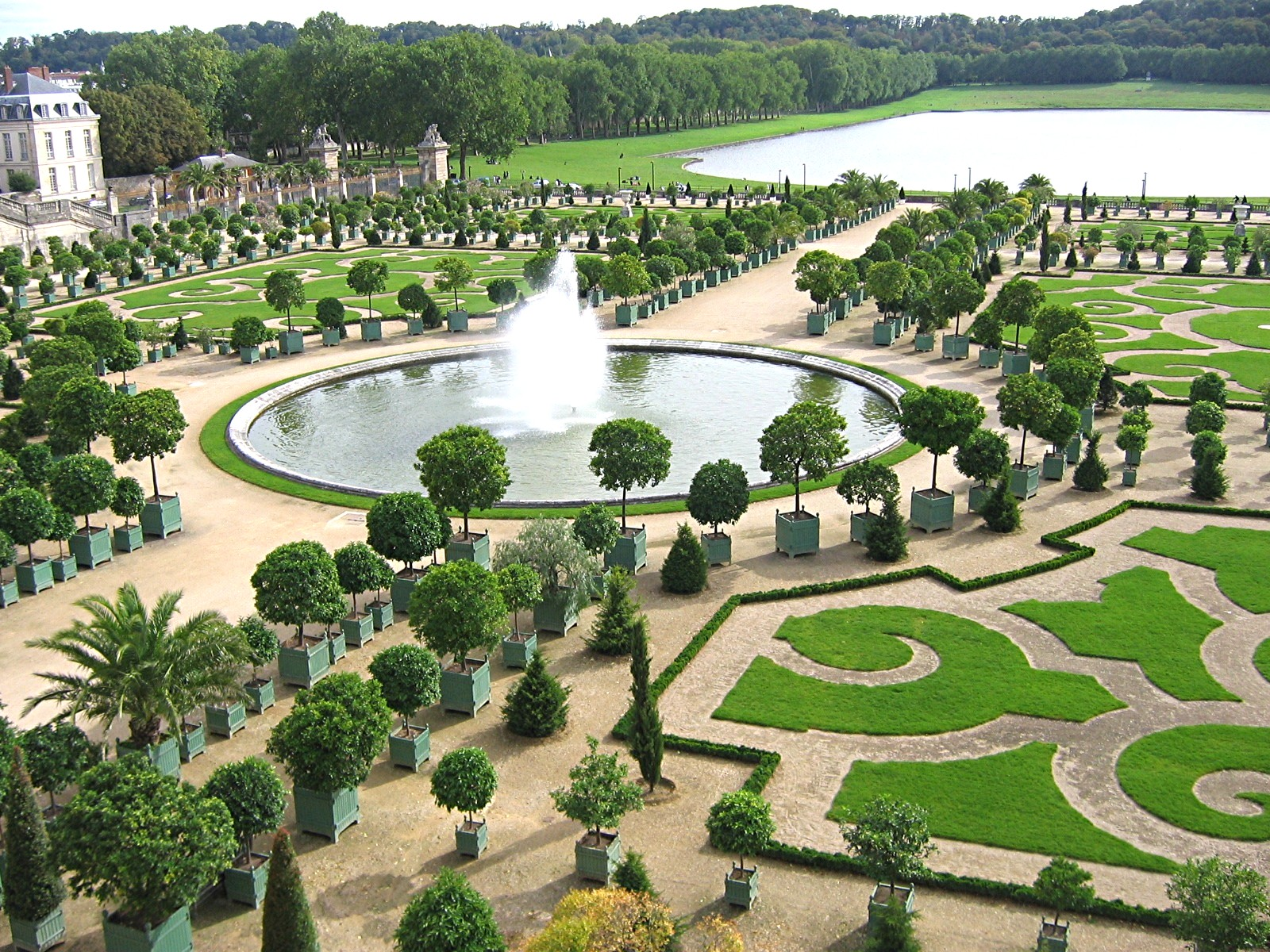
Naranjal, en el palacio de Versalles.

La historia de la jardinería se puede considerar como la expresión estética de la belleza a través del arte y la naturaleza, un despliegue de gusto y estilo de la vida civilizada, la expresión de una filosofía individual o cultural y, en ocasiones, una demostración de estatus u orgullo nacional en paisajes privados o públicos.

## Desarrollo histórico
Aunque el cultivo de plantas para la alimentación se remonta milenios atrás en la historia, las primeras evidencias de jardines ornamentales se encuentran en las pinturas de las tumbas egípcias del año 1500 a. C., en las que se representan estanques con flores de loto rodeados por hileras de acacias y palmeras. Persia también posee su propia y antigua tradición en jardinería: se dice que Darío el Grande poseyó un “jardín paradisíaco” y los jardines colgantes de Babilonia, que Nabucodonosor II ordenó construir fueron conocidos como una de las siete maravillas del mundo.
La influencia se extendió a la Grecia post-alejandrina, donde alrededor del año 350 d. C. existían jardines en la Academia de Atenas, aunque el concepto de jardín griego era más religioso que de esparcimiento, por lo que preferían las largas avenidas plantadas de árboles, donde se intercalaban estatuas, a jardines proyectados. Se cree que Teofrasto, que realizó escritos sobre botánica, recibió en herencia un jardín de Aristóteles. También Epicuro poseía un jardín, por donde paseaba e impartía sus enseñanzas y el cual legó a Hermarcus de Mitileno. Alcifrón menciona también jardines privados.
Los jardines antiguos más sobresalientes en el mundo occidental fueron los de Ptolomeo, en Alejandría, y la afición por esta práctica fue llevada a Roma por Lúculo. Los frescos de Pompeya atestiguan su posterior y elaborado desarrollo y los romanos más acaudalados construyeron en sus villas inmensos jardines con fuentes, setos y rocallas, muchas de cuyas ruinas se pueden ver todavía, como la Villa de Adriano.
Después del siglo IV, Bizancio y los árabes en España mantuvieron viva la práctica de la jardinería. El concepto islámico del jardín es la representación terrenal del paraíso que el Corán promete a sus fieles: el eje central son fuentes o largas acequias por donde fluye el agua a través de surtidores, flanqueadas por árboles frutales. Los jardines de la Alhambra y el Generalife en Granada y el Patio de los Naranjos en la Mezquita de Córdoba son dos ejemplos de este tipo de jardines.

Por esta misma época también había surgido en China el arte de la jardinería, pero con una concepción muy diferente: la visión de un jardín como lugar de aislamiento y contemplación de los elementos naturales, la tierra y el agua. Principios fundamentales en el taoísmo. En Japón se desarrollaron con un estilo propio, creándose como aristocráticos paisajes minimalistas denominados taukiyama y, paralelamente, como austeros jardines Zen en los templos, los hiraniwa; aunque ambos tipos incorporaron elementos de los jardines chinos.
En el siglo XIII, la jardinería revivió en Europa en Languedoc y la Isla de Francia y a comienzos del Renacimiento surgieron los jardines de estilo italiano donde, en detrimento de las flores se utilizaba especies de arbustos como el boj y el mirto que se esculpían en variadas formas. En el siglo XVI la Corona española construyó los primeros espacios públicos, jardines o parques arbolados destinados al paseo a pie y en coches de caballos, en forma de alamedas con fuentes, bancos y monumentos, entre los primeros y el más antiguo conservado es la Alameda de Hércules de Sevilla (1574). En la Francia de finales del siglo XVII se desarrollaron los parterres franceses alcanzando su punto álgido con André Le Nôtre. Este arquitecto, partiendo del estilo italiano impuso una concepción del jardín en el que crea espacios abiertos con parterres estilizados de pronunciadas formas geométricas. Las residencias reales francesas de Saint Cloud, Marly y Versalles son claros ejemplos de este estilo y los jardines de Aranjuez y La Granja de San Ildefonso serían el exponente español de no haber sido alterados por la tradición mediterránea que mantuvieron los árabes en España, manifiesta en una mayor sobriedad que los reyes españoles impusieron, con espacios más íntimos, con celosías, patios y setos, lo que supone una adaptación más adecuada al clima seco y cálido de la meseta castellana.

Los jardines paisajistas ingleses surgieron con una nueva perspectiva en el siglo XVIII, la anticipación del Romanticismo se plasmó en ellos volviendo a las formas naturales, donde se mezclaban en aparente anarquía pequeños conjuntos boscosos con parterres llenos de flores y cuevas bajo colinas artificiales, creando juegos de luz y sombra que los envolvían de un carácter fantástico y melancólico.

El convulso siglo XIX trajo una plétora de revivificaciones históricas junto con la romántica jardinería de estilo campestre, la mosaicultura, que consistía en crear dibujos de variados diseños con flores y plantas y el modernismo español, que surge únicamente en Cataluña representado por el arquitecto Antoni Gaudí.

El siglo XX introdujo la jardinería en la planificación urbanística de las ciudades.

## Jardineros históricos

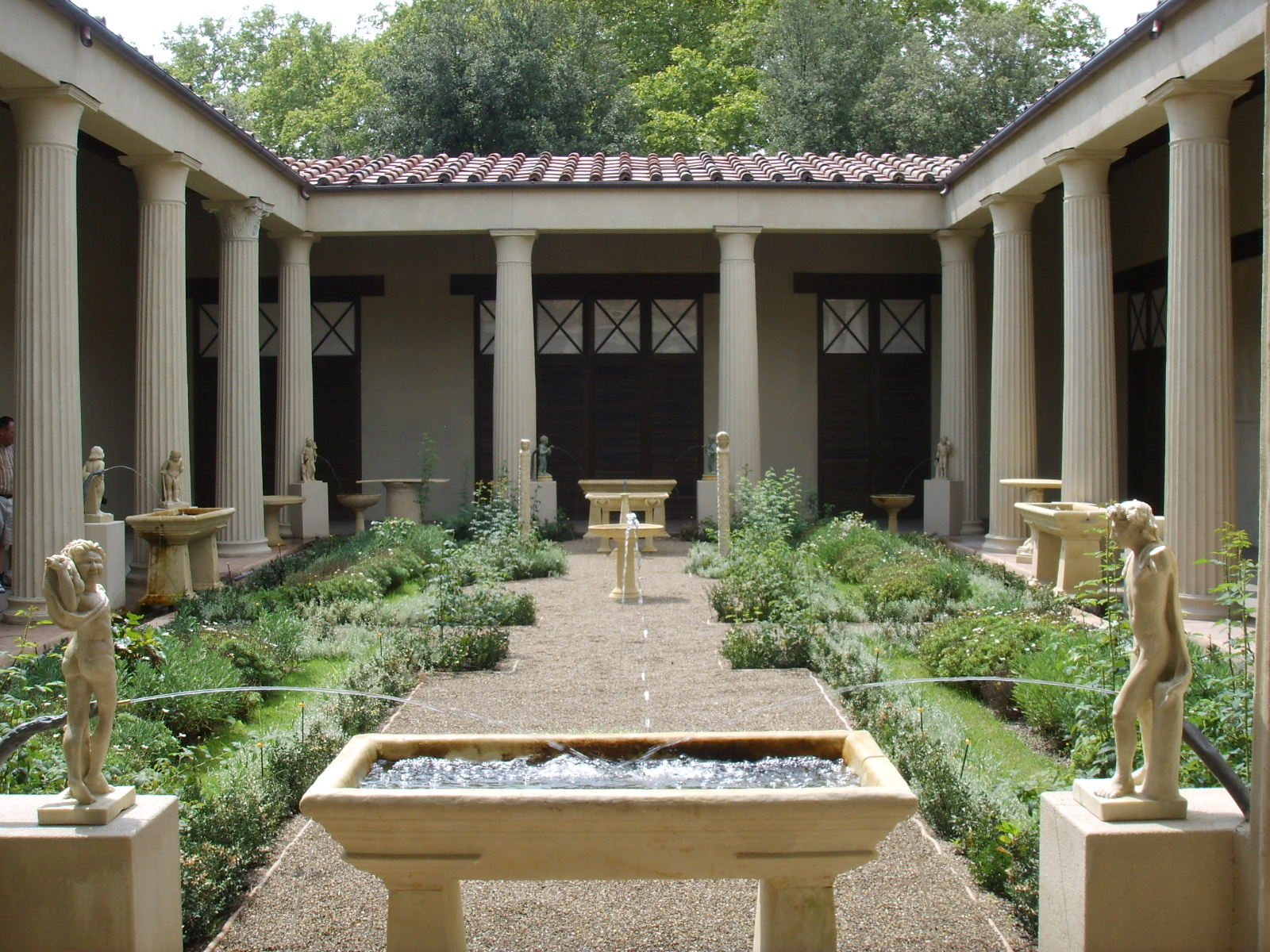
Reconstrucción del jardín romano de la Casa de los Vettii en Pompeya.

Los siguientes nombres, en orden cronológico aproximado, contribuyeron a la historia de los jardines tanto como exploradores botánicos, 
diseñadores, jardineros o escritores.
- Teofrasto
- Lúculo
- Tiberio
- Plinio el Viejo (Como, Italia año 23 d. C. - Castellammare di Stabia, Italia, el 25 de agosto del año 79).
- Columela (Gades, - Tarento, ca. 70 d. C.).
- Pacello da Mercogliano
- John Tradescant
- Jerónimo de Algora
- Carolus Clusius
- André Le Nôtre
- George London
- William Kent
- Giovanni Battista Ferrari
- Lancelot "Capability" Brown
- A. J. Downing
- Frederick Law Olmsted
- Gertrude Jekyll
- Nellie Beatrice Osborn
- Beatrix Farrand
- Kate Sessions
- Rose Standish Nichols
- Roberto Burle Marx
- Vita Sackville-West
- Russell Page
- Luis Barragán
- Antoni Gaudí
- Jean-Claude Nicolas Forestier
- Nicolau Maria Rubió i Tudurí
- Pietro Porcinai
- Masanobu Fukuoka
- Gilles Clément

## Tratadistas de jardinería de los siglosXVIIyXVIII
- Gregorio de los Ríos, Agricultura de iardines, que trata de la manera que se han de criar, gobernar, y conservar las plantas, y todas las demás cosas que para esto se requieren.  Zaragoza, por Carlos de Lavayen, y Juan de Larumbe : a costa de Hernando de Espinal..., 1604.
- Gabriel Alonso de Herrera, Libro de agricultura general del campo /côpuesto por Alonso de Herrera. Despertador, que trata de la gran fertilidad, riquezas, baratos, armas y cauallos que España solía tener y la causa de los daños, y falta, con el remedio suficiente /compuesto por Iuan de Arrieta. Sumario del libro intitulado Discursos del pan y del uino del Niño Iesus / compuesto por Diego Gutierrez de Salinas ... Arte nueuo para criar seda ... / compuesto por Gonçalo de las Casas. Tratado breue de la cultiuacion y cura de las colmenas, y assimesmo las ordenanças de los colmenares / compuesto por Luis Mendez de Torres. Agricultura de iardines ... / compuesta por Gregorio de los Ríos. Madrid :Domingo Gonçalez..., 1619.
- Jacques Boyceau de la Barauderie, Traité du jardinage selon les raisons de la nature et de l'art. Paris, Chez Michel Vanlochom,1638.
- Pierre Charles Louis Besnier, Le Jardinier botaniste ou la Maniere de cultiver toutes sortes de plantes, fleurs, arbres & arbrisseaux, avec leur usage en médecine :ensemble toutes les plantes étrangeres qui peuvent être propres pour l'embellissement des jardins. Paris, chez Claude Prudhomme ..., 1705.
- Pierre Le Lorain de Vallemont, Curiositez de la nature et de l'art sur la végétation ou L'Agriculture et le jardinage dans leur perfection :oú l'on voit le secret de la multiplication du blé & les moyens d'augmenter considerablement le revenu des biens de la campagne : de nouvelles découvertes pour grossir, multiplier & embellir les fleurs & les fruits, &c.. Paris, par la Societés, 1711.
- Louis Liger, Le Jardinier fleuriste, ou La culture universelle des fleurs, arbres, arbustes, arbrisseaux servant à l'embellissement des jardins ;Contenant plusieurs parterres sur des desseins nouveaux, bosquets, boulingrins, salles, sallons, & autres ornemens de jardin ; Avec la maniere de rechercher les eaux, de les conduire dans les jardins, & une instruction sur les bassins. Paris, Chez Claude Prudhomme, 1717.
- François Gentil, Le jardinier solitaire, ou dialogues entre un curieux et un jardinier solitaire :contenant la méthode de faire et de cultiver un jardín fruitier et potager, et plusieurs expériences nouvelles : avec des réflexions sur la culture des arbres. Avignonchez Louis Chambeau, 1759.
- Antoine Joseph Dezallier d'Argenville, La theorie et la pratique du jardinage, ou l'on traite a fond des beaus jardins appellés communément les jardins de plaisance et de propreté avec les pratiques de géometrie nécessaires pour tracer sur le terrein toutes sortes de figures et Un traité d'hidraulique convenable aux jardins. Paris, chez Charles-Antoine Jombert, 1760.
- Thomas Francoise Grace., Jardinier portatif, ou la culture des quatre classes de jardins. Rouen, chez la Veuve de Pierre Dumesnil, chez Labbey, 1781.
- Pierre Le Lorain de Vallemont Curiosidades de la naturaleza y del arte sobre la vegetación ó la agricultura y jardinería en su perfección. Madrid, en la oficina de Benito Cano,1786.
- Roger Schabol La pratique du jardinage. Lyon, Chez Robert et Gauthier,1797.
- José Antonio Sampil, El jardinero instruido ó Tratado físico de la vegetación y poda de los árboles frutales, extraídos de las mejores observaciones sobre agricultura hechas por Dumhamel, Bonet Buffon y otros. Madrid, en la Oficina de Benito Cano, 1798.
- William Mason, The english garden (1772).
- Joseph Addison, en el Spectator, 25 de junio de 1712.
- René-Louis de Girardin, De la composition des paysages (1777).

## Tratados de jardinería delsigloXIX
- John Claudius Loudon (1783 en Cambuslang, Escocia - 1843), The Encyclopedia of Gardening de 1822.
- Sir Joseph Paxton (1803 – 1865), Flower Garden, y Calendar of Gardening Operations de 1850; The Gardeners' Chronicle desde 1841-.
- William Robinson (1838-1935), The Gardener's Chroniclede 1866;  Gleanings from French Gardens, 1868; The Parks, Gardens, & Promenades of Paris, 1869;   Alpine Flowers for Gardens, 1870;The Wild Garden, 1870; revista The Garden desde 1871;The English Flower Garden, 1883; Gravetye Manor, or Twenty Years of the Work round an old Manor House (1911).

## Tratados de jardinería delsigloXX
- Russell Page (Lincolnshire, 1906–1985), The Education of a Gardener (1962).
- William Goldring (1854 - 1919), The Garden (Dir.); Woods and Forest (Dir.).
- William Dallimore The pruning of trees and shrubs: Being a description of the methods practised in the Royal Botanic Gardens, Kew. Ed. Dulau, 1927.
- René-Louis de Girardin, De la composition des paysage

## Jardines públicos históricos
España
- Alhambra, Granada
- Generalife, Granada
- Jardines del Retiro de Madrid
- La Granja de San Ildefonso (Segovia)
- Jardines de Aranjuez, (Madrid)
- Alameda de Hércules de Sevilla (1574)
- Alameda de San Pablo de Écija (Sevilla) (1578)(destr.)
- Paseo del Prado / Paseo de Recoletos / Salón del Prado, Madrid (1763)
- Jardín de Floridablanca, Murcia (1786)
- Parque del Campo Grande, Valladolid (1787)

Italia
- Alameda del perímetro murario Lucca (ha. 1590)
- Alameda del valle del Foro, Roma (1656)(destr.)
- Alamedas al sur de la Muralla Aureliana Roma (ha. 1658)(destr.)

Francia
- Avenida de los Campos Eliseos, París (1640)
- Alameda del Cours Mirabeau, Aix-en-Provence (1649-1658)
- Alameda de Chamars Besançon (1653)
- Alameda al Noroeste del perímetro murario, París 1670 (destr.)
- Parque de la Colombiere, Dijon (1672)
- Plaza de los Vosgos, París (1682)

Inglaterra
- Alameda de Moorfields, Londres (1605) (destr.)
- Hyde Park, Londres (1728). Origen: jardín Real privado de Kensington Gardens

Alemania
- Unter den Linden, Berlín (1647)Origen: parque Real privado urbano

Dinamarca
- Kongens Nytorv, Copenhague (1690)

México
- Alameda Central, México (1592)

Perú
- Alameda de los Descalzos, Lima (1611)

Estados Unidos
- Central Park, Nueva York (1853)

## Jardines privados históricos
Inglaterra
- Chatsworth House
- Jardín de Hidcote Manor
- Stourhead House
- Stowe House
- Abadía de Fountains
- Castillo de Sissinghurst

Estados Unidos
- Dumbarton Oaks

Francia
- Palacio de Fontainebleau
- Ermenonville
- Marly-le-Roi
- Giverny
- Palacio de Vaux-le-Vicomte
- Versalles
- Castillo de Villandry

Irak
- Jardines colgantes de Babilonia

España
- Alhambra
- Jardines del Retiro de Madrid

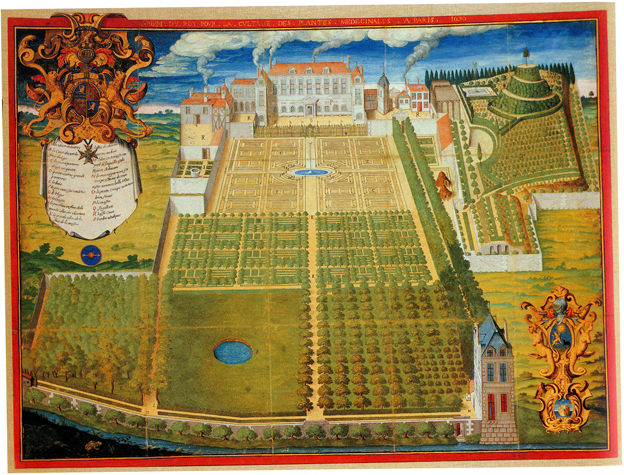
Jardin du roi.

- La Granja de San Ildefonso (Segovia)
- Villa Renacentista El Bosque de Béjar (Salamanca)
- Palacio de Sotofermoso, Abadía (Cáceres)

Portugal
- Bussaco (Portugal)

Italia
- Parque de los monstruos Bomarzo
- Villa de Este
- Villa de Adriano

Países Bajos
- Palacio de Het Loo